# Oonah Keogh

Oonah Keogh (2 de mayo de 1903 - 18 de julio de 1989) fue la primera mujer irlandesa que fue miembro de la Bolsa de Valores de Dublín en 1925. También puede haber sido la primera mujer corredora de bolsa del mundo acreditada como tal en una bolsa nacional.

## Trayectoria
Una Mary Irene Keogh nació en Dublín en 1903, siendo la mediana de los ocho hijos de Annie Kathleen Doyne de Mullingar y de Joseph Chapman Keogh de Wicklow. Su padre era conocido como el director de banco más joven de la historia de Irlanda en la década de 1880, al asumir el cargo con tan sólo 24 años. Keogh asistió a las escuelas católicas para niñas St. Mary's Priory en Warwickshire y Alexandra College en Dublín, y también estuvo un periodo estudiando en la Metropolitan School of Art. Desde 1922 hasta 1924, Keogh viajó por África y Europa con una institutriz. Tras regresar a Londres para estudiar, su padre le ofreció trabajo en la empresa familiar, Joseph Keogh & Company Stockbroking.

## Carrera profesional
A finales del siglo XIX, un pequeño número de mujeres en todo el mundo había comenzado a trabajar como corredoras de bolsa en diversos puestos. Las hermanas Victoria Woodhull y Tennessee Claflin fueron las primeras mujeres en abrir una firma de corretaje en Wall Street, en 1870, mientras que Amy Bell fue la primera mujer británica en fundar su propia firma en Londres, en 1886. Sin embargo, las principales bolsas nacionales de Europa y América del Norte prohibían a las mujeres ser miembros de las mismas, por lo que estas mujeres tenían que trabajar fuera del sistema, ya fuera ofreciendo servicios de consultoría para clientas que ellas también eran ignoradas por las principales empresas, a través de intermediarios acreditados que pudieran comerciar en las bolsas en su nombre, o especializándose en productos financieros que no se negociaban a través de bolsas.
Esta discriminación sistémica contra las mujeres en el sector financiero hace que sea difícil determinar en el periodo anterior a la Primera Guerra Mundial quién fue realmente la "primera" corredora de bolsa, ya sea en el mundo o en un país específico. Sin perjuicio de lo anterior, los artículos periodísticos de los años inmediatamente posteriores a la guerra indican que las corredoras de bolsa eran cada vez más comunes, y un pequeño número de ellas había sido aceptado en las bolsas de Nueva York, Berlín y Ámsterdam. En el Reino Unido, Doris Mortimer fue la primera mujer en convertirse en miembro de una bolsa de valores británica cuando se unió a la de Exeter en 1923, mientras que la Bolsa de Valores de Londres no admitió a sus primeras mujeres hasta 1973.

La Bolsa de Valores de Dublín nunca había aceptado a una mujer como miembro cuando Keogh regresó a Irlanda para trabajar para la empresa de su padre. La nueva constitución irlandesa garantizaba la igualdad y, con su educación y su riqueza, Keogh cumplía todos los requisitos para ello. Fue admitida al mercado de valores el 4 de mayo de 1925 después de un proceso de deliberación y votación que duró tres semanas. Trabajó allí durante 14 años. Keogh tuvo que enfrentarse a las dificultades típicas de ser la única mujer en una industria dominada por varones. En una entrevista en 1971, declaró:
Una de las desventajas de aquella época era que las mujeres no socializaban con los hombres en los pubs. Cuando los hombres se retiraban al Jury’s para relajarse después de hacer negocios, no podía acompañarlos. E incluso cuando iba a las carreras con mi padre pasaba lo mismo. Él se iba al bar a tomar una copa y yo tenía que ir a tomar el té de la tarde.
Los desacuerdos con su padre la animaron a tomarse un tiempo libre y visitar a sus hermanas Eta y Genevieve en Hampshire, Inglaterra, donde conoció a su marido.
Keogh se casó con el emigrante ruso Bayan Giltsof. Cuando se casó, Keogh dimitió de la empresa de su padre, pero no renunció a su carrera en la Bolsa de Valores. Les notificó su nuevo nombre y estado, aunque inicialmente se mudó a Taunton, Somerset, Inglaterra con su esposo. Allí iniciaron un negocio de construcción y desarrollo de viviendas tipo Tudor. Tuvo una hija, Tatiana, nacida en 1935 y dos hijos, Rurik, en 1937 y Nicholi en 1939. Su cuarto hijo, Bayan, nació en 1945. Después de que el negocio de su padre quebrara, hubo un proceso judicial que involucró a uno de sus acreedores. Keogh había depositado acciones en un banco que ahora afirmaba que se debían como pago a las deudas de la empresa. Su padre no había eliminado su nombre de los documentos de la empresa y se declaró que Keogh debía el dinero y, por tanto, también las costas judiciales.
La familia vendió la casa británica y regresó a Irlanda. Compraron un terreno en Wicklow y crearon un conjunto de casas conocido como The Russian Village. El presidente irlandés Cearbhall Ó Dálaigh se jubiló allí en 1976. En 1952 la familia se mudó nuevamente a Ontario pero regresaron a Inglaterra en 1953. Poco después de esto, la pareja se separó. Giltsof regresó a Wicklow donde permaneció hasta su muerte en 1977. Keogh se mudó con la familia de su hija a Madrid. Allí enseñó inglés en una escuela primaria internacional. En 1980 regresó a Dublín con su hija después de la muerte del marido de esta. Ambas mujeres murieron con ocho días de diferencia en 1989, Keogh precedida por su hija. Están enterradas en la tumba familiar en el cementerio Deansgrange.